# 신철원중학교
신철원중학교(新鐵原中學校)는 대한민국 강원특별자치도 철원군 갈말읍 지포리에 있는 공립 중학교이다.

## 학교 연혁
- 1955년 12월 2일 : 갈말중학교 3학급 설립인가
- 1956년 4월 1일 : 갈말중학교 입학식 거행
- 1968년 3월 1일 : 신철원중학교로 교명 변경
- 2005년 12월 2일 : 개교 50주년 기념 역사관 개관
- 2023년 12월 29일 : 제68회 졸업식(82명, 총 13,610명)
- 2024년 3월 4일 : 제23대 최병기 교장 부임

## 참고 자료
- 신철원중학교 - 한국교육학술정보원 학교알리미